# Kolem Flander 2019
103. ročník jednodenního cyklistického závodu Kolem Flander se konal 7. dubna 2019 v Belgii. Závod dlouhý 267 km vyhrál Ital Alberto Bettiol z týmu EF Education First. Na druhém a třetím místě se umístili Kasper Asgreen (Deceuninck–Quick-Step) a Alexander Kristoff (UAE Team Emirates).
Závod začal v Antverpách a skončil v Oudenaarde. Zahrnoval 17 kategorizovaných stoupání a 5 dlážděných sektorů. Obhájce vítězství z roku 2018 Niki Terpstra přijel obhájit svůj titul, ale musel odstoupit po hromadné nehodě na začátku závodu. Minutu byl v bezvědomí a byl okamžitě převezen do nemocnice.

## Týmy
Závodu se zúčastnilo celkem 25 týmů. Všech 18 UCI WorldTeamů bylo pozváno automaticky a muselo se zúčastnit závodu. Společně se sedmi UCI Professional Continental týmy tak utvořili startovní peloton složený z 25 týmů. Každý tým přijel se sedmi jezdci, celkem se na start postavilo 175 jezdců. Do cíle v Oudenaarde dojelo 125 jezdců.

### UCI WorldTeamy
- AG2R La Mondiale
- Astana
- Bahrain–Merida
- Bora–Hansgrohe
- CCC Team
- Deceuninck–Quick-Step
- EF Education First
- Groupama–FDJ
- Lotto–Soudal
- Mitchelton–Scott
- Movistar Team
- Team Dimension Data
- Team Jumbo–Visma
- Team Katusha–Alpecin
- Team Sky
- Team Sunweb
- Trek–Segafredo
- UAE Team Emirates

### UCI ProTeamy
- Cofidis
- Corendon–Circus
- Roompot–Charles
- Sport Vlaanderen–Baloise
- Vital Concept–B&B Hotels
- Wanty–Gobert
- Direct Énergie

## Výsledky
| Pořadí | Jezdec                     | Tým                   | Čas        |
| ------ | -------------------------- | --------------------- | ---------- |
| 1      | Alberto Bettiol (ITA)      | EF Education First    | 6h 18’ 49” |
| 2      | Kasper Asgreen (DEN)       | Deceuninck–Quick-Step | + 14”      |
| 3      | Alexander Kristoff (NOR)   | UAE Team Emirates     | + 17”      |
| 4      | Mathieu van der Poel (NED) | Corendon–Circus       | + 17”      |
| 5      | Nils Politt (GER)          | Team Katusha–Alpecin  | + 17”      |
| 6      | Michael Matthews (AUS)     | Team Sunweb           | + 17”      |
| 7      | Oliver Naesen (BEL)        | AG2R La Mondiale      | + 17”      |
| 8      | Alejandro Valverde (ESP)   | Movistar Team         | + 17”      |
| 9      | Tiesj Benoot (BEL)         | Lotto–Soudal          | + 17”      |
| 10     | Greg Van Avermaet (BEL)    | CCC Team              | + 17”      |